# 志の輔&雷鳥のなんでか?ニッポン
『志の輔＆雷鳥のなんでか？ニッポン』（しのすけアンドらいちょうのなんでかニッポン）は、2018年4月8日より北日本放送（KNBラジオ）ほかで放送されているラジオ番組。

## 出演
- 立川志の輔（落語家）
- 雷鳥（お笑いコンビ）
  - 番組では、雷鳥が志の輔に対し疑問に感じたことを取り上げてプレゼンテーションする形でトークが展開される[1]。

## ネット局・放送時間
現在のネット局・放送時間は、公式サイトも参照。
| 放送対象地域  | 放送局                     | 放送日時                                        |
| ------------- | -------------------------- | ----------------------------------------------- |
| 富山県        | 北日本放送 制作局          | 日曜 17:00 - 17:30 月曜 21:00 - 21:30（再放送） |
| 北海道        | 北海道放送                 | 日曜 27:30 - 28:00                              |
| 青森県        | 青森放送                   | 日曜 9:00 - 9:30                                |
| 秋田県        | 秋田放送                   | 土曜 19:30 - 20:00                              |
| 岩手県        | IBC岩手放送                | 日曜 21:30 - 22:00                              |
| 山形県        | 山形放送                   | 日曜 16:30 - 17:00                              |
| 宮城県        | 東北放送                   | 日曜 18:00 - 18:30                              |
| 栃木県        | 栃木放送                   | 木曜 20:30 - 21:00                              |
| 神奈川県      | ラジオ日本                 | 月曜 26:00 - 26:30                              |
| 新潟県        | 新潟放送                   | 土曜 22:30 - 23:00                              |
| 山梨県        | 山梨放送                   | 月曜 18:00 - 18:30                              |
| 静岡県        | 静岡放送                   | 日曜 15:00 - 15:30                              |
| 石川県        | 北陸放送                   | 月曜 25:00 - 25:30                              |
| 福井県        | 福井放送                   | 日曜 12:10 - 12:40                              |
| 京都府 滋賀県 | KBS京都 （KBS滋賀）        | 月曜 18:00 - 18:30                              |
| 山口県        | 山口放送                   | 日曜 13:30 - 14:00                              |
| 高知県        | 高知放送                   | 日曜 17:00 - 17:30                              |
| 福岡県        | 九州朝日放送               | 日曜 25:30 - 26:00                              |
| 長崎県 佐賀県 | 長崎放送 （NBCラジオ佐賀） | 日曜 14:00 - 14:30                              |

※非ネット地域でも、直接受信またはradikoプレミアム経由で聴取可能。